# Bulonga griseosericea
Bulonga griseosericea là một loài bướm đêm trong họ Geometridae.